# Fruitland (Idaho)
Fruitland is een plaats (city) in de Amerikaanse staat Idaho, en valt bestuurlijk gezien onder Payette County.

## Demografie
Bij de volkstelling in 2000 werd het aantal inwoners vastgesteld op 3805.
In 2006 is het aantal inwoners door het United States Census Bureau geschat op 4505, een stijging van 700 (18,4%).

## Geografie
Volgens het United States Census Bureau beslaat de plaats een oppervlakte van
3,9 km², geheel bestaande uit land.

## Plaatsen in de nabije omgeving
De onderstaande figuur toont nabijgelegen plaatsen in een straal van 28 km rond Fruitland.